# 카탄차로
카탄차로(이탈리아어: Catanzaro, 이탈리아어 발음: [katanˈdzaːro] ( 듣기))는 이탈리아 남부 칼라브리아주에 있는 도시이다. 칼라브리아 주의 주도이다.
칼라브리아 주 남부의 이오니아해 바닷가에 면하나, 시의 중심부는 해발 340m의 고지대에 있다. 10세기에 비잔티움 제국에서 건설한 것으로 알려져 있다. 이탈리아 남해안과 구릉지를 연결하는 중요한 위치에 있어 외적의 침입이 잦았다. 17세기 견직물 생산지로 중요해졌고, 레조디칼라브리아를 통해 수출되어 유명해졌다. 19세기 이탈리아 통일 운동때 중심지 중 한 곳이었다. 20세기 초 지진으로 큰 피해를 입었고, 제2차 세계대전 때 연합군의 폭격을 받았으나, 옛 건물이 많은 구시가지는 복원되었다. 1971년 칼라브리아 주의 주도가 레조디칼라브리아에서 이 도시로 옮겨져서 칼라브리아 주 행정의 중심지가 되었다.